# (12164) Lowellgreen
(12164) Lowellgreen (3067 T-2) – planetoida z pasa głównego asteroid okrążająca Słońce w ciągu 3,21 lat w średniej odległości 2,18 j.a. Odkryta 30 września 1973 roku.